# Antonio Porcino
Antonio Porcino (Reggio Calabria, 30 maggio 1995) è un calciatore italiano, centrocampista della Reggina.

## Caratteristiche tecniche
Ricopre il ruolo di esterno di centrocampo sulla fascia sinistra, ma può essere impiegato anche come terzino o ala. Abile nella corsa e in possesso di un ottimo tiro, è molto bravo negli inserimenti offensivi; ha inoltre doti da assist-man.

## Carriera

### Inizi e prestito al Santarcangelo
Nato a Reggio Calabria nel 1995, ha iniziato la carriera nelle giovanili della Reggina, ottenendo nella stagione 2012-2013 2 convocazioni in prima squadra, una in Serie B e una in Coppa Italia, senza trovare l'esordio tra i professionisti.
Nella stagione 2013-2014 ha ottenuto la sua prima esperienza da professionista, passando in prestito al Santarcangelo, in Lega Pro Seconda Divisione, debuttando il 29 settembre 2013, alla 5ª giornata di campionato, entrando al 55' della gara in trasferta sul campo del Renate, persa per 1-0. Ha terminato la stagione con 15 presenze al 5º posto, ottenendo l'ammissione alla Lega Pro unica dell'anno successivo.

### Prestiti a Taranto e Ischia Isolaverde
Nel luglio 2014 è tornato per fine prestito alla Reggina per 2 mesi, disputando la gara del 1º turno di Coppa Italia in casa contro la Casertana del 10 agosto, entrando all' 83' e perdendo per 1-0.
A fine agosto è ripartito, andando di nuovo in prestito, stavolta in Serie D, al Taranto. Ha chiuso con 33 gare giocate e 2 reti, arrivando 2º in campionato, e fermandosi alle semifinali nazionali dei play-off, eliminato dal Sestri Levante, poi vincitore.
Nell'estate 2015 la Reggina non è riuscita ad iscriversi alla Lega Pro ed è ripartita dalla Serie D come S.S.D. Reggio Calabria, e Porcino, rimasto libero, ha firmato con il Benevento, in Lega Pro, che non lo ha però tenuto in rosa, ma l'ha mandato in prestito all'Ischia Isolaverde, sempre in terza serie. Ha esordito il 26 agosto in Coppa Italia Lega Pro, titolare nella sconfitta interna per 3-2 contro la Fidelis Andria della fase a gironi. Il debutto in campionato è arrivato invece il 6 settembre, alla 1ª giornata, quando è entrato al 71' della vittoria casalinga per 1-0 con la Lupa Castelli Romani. Ha segnato il suo primo gol tra i professionisti il 9 gennaio 2016, realizzando il momentaneo pareggio per 1-1 al 69', nella gara persa per 2-1 in casa contro il Cosenza nel 17º turno di Lega Pro. Ha finito la stagione con 27 presenze e 1 rete, terminando 17º e retrocedendo dopo la sconfitta nei play-out contro il Monopoli.

### Ritorno alla Reggina
Nell'agosto 2016 ha lasciato il Benevento senza aver mai giocato in giallorosso, per tornare alla Reggina, ripescata in Lega Pro. Ha fatto il suo secondo debutto con i reggini il 21 agosto, in Coppa Italia Lega Pro, titolare nella sconfitta interna per 1-0 contro la Paganese della fase a gironi. L'esordio in campionato è arrivato invece il 28 agosto, alla 1ª giornata, quando è stato schierato titolare nella sconfitta esterna per 3-1 con il Fondi. Ha segnato la sua prima rete in amaranto nel turno successivo, il 4 settembre 2016, realizzando il momentaneo 1-0 al 46' nel derby dello Stretto contro il Messina, vinto per 2-0. È rimasto una stagione e mezza, scendendo in campo 58 volte e segnando 6 gol, chiudendo 13º in classifica il primo anno.

### Catania
A gennaio 2018 è passato a titolo definitivo al Catania, sempre in Serie C. Ha esordito il 4 febbraio, nel 24º turno di campionato, titolare nel successo esterno per 2-0 contro la Fidelis Andria. Ha realizzato il suo primo gol il 31 marzo, alla 33ª di Serie C, segnando il definitivo 4-0 al 91' nella vittoria sul campo del Catanzaro. Ha terminato dopo mezza stagione con 17 presenze e 1 rete, arrivando 2º in campionato e uscendo in semifinale dei play-off nazionali, eliminato dal Siena ai calci di rigore.

### Livorno
Nell'estate 2018 è salito in Serie B, trasferendosi al neopromosso Livorno. Ha debuttato il 5 agosto, nel 2º turno di Coppa Italia, schierato titolare nella gara casalinga con la Casertana, vinta per 8-7 d.c.r.. La prima tra i cadetti l'ha disputata invece il 2 settembre, alla 2ª giornata di campionato, titolare nella sconfitta in trasferta contro il Pescara nella quale ha segnato la rete del definitivo 2-1 al 68'.

### Rientro a Reggio
Nel novembre 2023 fa ritorno a Reggio nella Fenice Amaranto nata dalle ceneri della Reggina fallita l'anno precedente in serie B.

## Statistiche

### Presenze e reti nei club
Statistiche aggiornate al 20 maggio 2025.
| Stagione         | Squadra           | Campionato       | Campionato | Campionato | Coppe nazionali | Coppe nazionali | Coppe nazionali | Coppe continentali | Coppe continentali | Coppe continentali | Altre coppe | Altre coppe | Altre coppe | Totale | Totale |
| Stagione         | Squadra           | Comp             | Pres       | Reti       | Comp            | Pres            | Reti            | Comp               | Pres               | Reti               | Comp        | Pres        | Reti        | Pres   | Reti   |
| ---------------- | ----------------- | ---------------- | ---------- | ---------- | --------------- | --------------- | --------------- | ------------------ | ------------------ | ------------------ | ----------- | ----------- | ----------- | ------ | ------ |
| 2012-2013        | Reggina           | B                | 0          | 0          | CI              | 0               | 0               | -                  | -                  | -                  | -           | -           | -           | 0      | 0      |
| 2013-2014        | Santarcangelo     | 2D               | 15         | 0          | CI-LP           | 3               | 0               | -                  | -                  | -                  | -           | -           | -           | 18     | 0      |
| ago. 2014        | Reggina           | LP               | 0          | 0          | CI+CI-LP        | 1+0             | 0               | -                  | -                  | -                  | -           | -           | -           | 1      | 0      |
| ago. 2014-2015   | Taranto           | D                | 33+4       | 2          | CI+CI-LP        | 0               | 0               | -                  | -                  | -                  | -           | -           | -           | 37     | 2      |
| 2015-2016        | Ischia Isolaverde | LP               | 24+1       | 1          | CI-LP           | 2               | 0               | -                  | -                  | -                  | -           | -           | -           | 27     | 1      |
| 2016-2017        | Reggina           | LP               | 36         | 4          | CI-LP           | 2               | 0               | -                  | -                  | -                  | -           | -           | -           | 38     | 4      |
| 2017-gen. 2018   | Reggina           | C                | 19         | 2          | CI-C            | 1               | 0               | -                  | -                  | -                  | -           | -           | -           | 20     | 2      |
| gen.-giu. 2018   | Catania           | C                | 13+4       | 1          | CI-C            | -               | -               | -                  | -                  | -                  | -           | -           | -           | 17     | 1      |
| 2018-2019        | Livorno           | B                | 22         | 1          | CI              | 2               | 0               | -                  | -                  | -                  | -           | -           | -           | 24     | 1      |
| 2019-2020        | Livorno           | B                | 31         | 0          | CI              | 0               | 0               | -                  | -                  | -                  | -           | -           | -           | 31     | 0      |
| 2020-gen.2021    | Livorno           | C                | 14         | 0          | CI              | 1               | 0               | -                  | -                  | -                  | -           | -           | -           | 15     | 0      |
| Totale Livorno   | Totale Livorno    | Totale Livorno   | 67         | 1          |                 | 3               | 0               |                    | -                  | -                  |             | -           | -           | 70     | 1      |
| gen-giu.2021     | Catanzaro         | C                | 14+2       | 1          | CI              | 0               | 0               | -                  | -                  | -                  | -           | -           | -           | 16     | 1      |
| 2021-gen. 2022   | Catanzaro         | C                | 9          | 0          | CI-C+CI         | 3+2             | 0               |                    | -                  | -                  |             | -           | -           | 14     | 0      |
| Totale Catanzaro | Totale Catanzaro  | Totale Catanzaro | 23+2       | 1          |                 | 5               | 0               |                    | -                  | -                  |             | -           | -           | 30     | 1      |
| gen.-giu. 2022   | Reggiana          | C                | 2          | 0          |                 | -               | -               | -                  | -                  | -                  | -           | -           | -           | 2      | 0      |
| 2022-2023        | Gelbison          | C                | 4+1        | 0          |                 | -               | -               | -                  | -                  | -                  | -           | -           | -           | 5      | 0      |
| 2023-nov. 2023   | Potenza           | C                | 8          | 0          | CI              | 0               | 0               | -                  | -                  | -                  | -           | -           | -           | 8      | 0      |
| nov. 2023-2024   | Reggina           | D                | 20+2       | 1          | CI-D            | 0               | 0               | -                  | -                  | -                  | -           | -           | -           | 22     | 1      |
| 2024-2025        | Reggina           | D                | 25+2       | 3          | CI-D            | 2               | 1               | -                  | -                  | -                  | -           | -           | -           | 29     | 4      |
| Totale Reggina   | Totale Reggina    | Totale Reggina   | 100+4      | 10         |                 | 6               | 1               |                    | -                  | -                  |             | -           | -           | 110    | 11     |
| Totale carriera  | Totale carriera   | Totale carriera  | 305        | 16         |                 | 19              | 1               |                    | -                  | -                  |             | -           | -           | 324    | 17     |